# Игнатович, Максим Андреевич
Максим Андреевич Игнатович (род. 7 апреля 1991, Новосибирск) — российский хоккеист, защитник. Чемпион мира среди молодёжных команд 2011.

## Карьера
Начал карьеру в юношеском составе «Сибири». В первой команде дебютировал в сезоне 2009/10 в Континентальной хоккейной лиге, проведя восемь игр.

## В сборной
В составе молодёжной сборной России выиграл чемпионат мира 2011 года, проведя 7 матчей.
В 2016 году был вызван в основную сборную России на чешский этап Еврохоккейтура и сыграл 2 матча.